# Lola Cabello
Lola Cabello (Málaga, 1905-Castellón de la Plana, 1942) fue una cantaora española famosa en los años 30 del siglo XX. Interpretaba malagueñas, granaínas, fandanguillos, cartageneras, saetas y estilos menos flamencos como el cuplé y otros. Grabó numerosos discos y se hizo muy popular.

## Trayectoria
Era hermana de Emilia Cabello, La Trinitaria. Nació en el barrio de La Trinidad, pero pronto se mudó a Barcelona donde la familia del poeta Hermenegildo Montes la acogió en su casa de la calle Blesa 47. Montes y Benito Ulecia fueron los compositores de la mayor parte de los éxitos de Cabello. Debutó en 1920, con quince años, en un teatro de Barcelona acompañada a la guitarra por Rafael Rejón. Tiempo después, fueron contratados por Ràdio Barcelona y también por Radio Catalana. A partir de 1929, se hizo muy popular a raíz de participar en la comedia de gran éxito La copla andaluza, junto a Angelillo, el Chato de Valencia y el Niño de Talavera, en el Teatro Victoria de Barcelona. A finales de 1932, conoció a Pepe Hurtado, guitarrista con el que comenzó a actuar de manera estable. Su primer recital juntos tuvo lugar el 27 de diciembre de 1932, en el festival de ópera flamenca que organizó el Teatro Circo Barcelonés a beneficio del cantaor Lorenzín de Madrid. El 21 de mayo de 1933, inició una gira por España. Dos días antes, se le había hecho un festival de despedida en el Teatro Nuevo donde cantó algunas de sus composiciones como La rosa de Amores y amoríos. Entre las personas que participaron en el festival, cabe destacar Niño de Levante y las bailaoras Conchita Borrull y una joven Carmen Amaya, que todavía utilizaba el nombre de Carmencita Amaya.
Participó en la película de 1933, El relicario, dirigida por Ricardo de Baños, en la que cantó por saetas y obtuvo buenas críticas. El 6 de diciembre de 1933, se estrenó, en el Teatro Cómico, la revista Con el pelo suelto, con texto de José Padilla Sánchez y música de Silva Aramburu, con la participación de Cabello. Fue requerida para actuar en el programa de fin de año de 1933 de Ràdio Associació de Catalunya. También participó en el programa de fin de año siguiente. En 1934, se presentó en Madrid con la obra La torre de la cristiana, de Quintero Guillén. En marzo, se celebró en Madrid una comida en su honor en el Mesón del Segoviano, organizada por autores y periodistas.
Participó en espectáculos con La Niña de los Peines, Niña de Linares, Niña de la Cruz, Lolita Benavente, Carmen Romero y otras. Actuó también junto a Pepe Marchena por los  teatros madrileños Pavón, Cómico, de la Comedia y Circo Price, en varios montajes como La copla andaluza.
Cabello era requerida para todo tipo de eventos, muestra de ello es su contratación para la fiesta de inauguración de la tienda de ropa Paños Ramos que fue publicitada en La Vanguardia. Solía actuar también en los entreactos y finales de las sesiones de cine. Participó en conciertos benéficos como el que se hizo en beneficio de las tiples del Romea el 4 de septiembre de 1935 en el Teatro Cómico, el que se celebró a beneficio del propio Pepe Hurtado en el Teatro Circo Barcelonés el 24 de enero de 1935 o el celebrado a beneficio del bailaor Viruta el 8 de enero de 1936 en el teatro de la calle Montserrat. Con la guerra en puertas, realizó los llamados Espectáculos de arte 1936, que se celebraron en el Teatro Circo Barcelonés del 16 al 19 de abril y en el Teatro Novedades, del 24 de marzo hasta el 1 de abril y del 13 al 16 de junio de 1936.
Siempre hubo controversia acerca de si Cabello era considerada una flamenca o no. Ya en la crónica de su fiesta de despedida de Barcelona, en 1933, que apareció en La Vanguardia, se aludía a su fama de “no flamenca” y precisamente, a raíz de los Espectáculos de arte 1936, que tuvieron gran presencia en los medios, el periodista Sebastià Gasch, la describió en la revista Mirador como una flamenca «muy aguada», aunque reconoció su gran popularidad y sus éxitos.
Durante los primeros meses de guerra, Cabello continuó actuando en Barcelona y después se dejó de tener noticia de ella hasta su fallecimiento en Castellón, en 1942.
En 2022, la Biblioteca Nacional de España incluyó la obra de Cabello de su catálogo en su lista anual de dominio público, junto a otros nombres como la pianista Pilar Castillo Sánchez, la periodista Irene Polo, la pintora Obdulia García Díaz o el poeta Miguel Hernández.

## Reconocimientos
A los pocos años de su muerte se editaron Cancionero Especial dedicado a la malograda artista Lola Cabello, con biografía y recopilación de letras por Hermenegildo Montes y Cancionero flamenco. Repertorio. Autores e intérpretes del día con creaciones suyas, ambos publicados por Ediciones Bistagne, Barcelona. La ciudad de Málaga tiene una calle dedicada a Lola Cabello.